# Adrian z Canterbury
Adrian z Canterbury (ur. w Afryce Płn., zm. 9 stycznia ok. 710) – mnich benedyktyński i opat w klasztorze pod Neapolem, święty Kościoła katolickiego.
Posiadał głęboką znajomość Pisma Świętego, był biegły w nauce ojców Kościoła, władał dobrze greką i łaciną. Wyznaczony przez papieża św. Witaliana na stanowisko arcybiskupa Canterbury. Wymówił się od tej godności, uważając się za niegodnego, zaproponował na to miejsce św. Teodora z Tarsu. Papież zgodził się, pod warunkiem że Adrian będzie doradcą Teodora.
Obaj wyruszyli do Brytanii w 668 roku. Podczas podróży Adrian został uwięziony przez Ebroina, burmistrza Neustrii we Francji, jako wysłannik wschodniego cesarza. Teodor ruszył w dalszą drogę sam.
Po uwolnieniu Adrian dotarł do Brytanii i został mianowany opatem w klasztorze pw. świętych Piotra i Pawła w Canterbury (późn. opactwo św. Augustyna). Pod jego rządami szkoła klasztorna zdobyła sławę przyciągając wielu studentów z zagranicy.
Wspomnienie liturgiczne św. Adriana obchodzone jest w dzienną rocznicę śmierci oraz 5 marca w Polsce.